# Églises peintes de la région de Tróodos
Les églises peintes de la région de Troodos sont un ensemble de dix églises byzantines chypriotes inscrites au patrimoine mondial par l'UNESCO.

## Description
Les dix églises inscrites se situent sur le massif du Troodos, un massif montagneux du centre-ouest de l'île de Chypre. La région abrite l'une des plus fortes concentrations d'églises et de monastères du monde byzantin. Les dix églises protégées comportent des peintures murales importantes. La zone protégée conmprend au total 3,693 ha.
Le tableau suivant recense les 10 églises :
| Église                                            | Nom grec                                 | Traduction                                    | Localité       | Date                  | Superficie (ha) | Coordonnées                       | Réf. | Extérieur | Intérieur |
| ------------------------------------------------- | ---------------------------------------- | --------------------------------------------- | -------------- | --------------------- | --------------- | --------------------------------- | ---- | --------- | --------- |
| Église Agia Sotera / Metamorphoseos tou Soteros   | Αγία Σωτήρα / Μεταμορφώσεως του Σωτήρος  | Saint-Sauveur / Transfiguration du Sauveur    | Palaichori     | XVIe siècle           | 0,0342          | 34° 55′ 16″ nord, 33° 05′ 45″ est |      |           |           |
| Monastère d'Ágios Ioánnis Lampadistís             | Άγιος Ιωάννης ο Λαμπαδιστής              | Saint-Jean Lampadistis                        | Kalopanagiotis | XIe siècle            | 0,1951          | 34° 59′ 32″ nord, 32° 49′ 49″ est |      |           |           |
| Église Agios Nikolaos tis Stegis                  | Άγιος Νικόλαος της Στέγης                | Saint-Nicolas du Toit                         | Kakopetriá     | XIe siècle            | 2,7548          | 34° 58′ 38″ nord, 32° 53′ 22″ est |      |           |           |
| Église Archangelos Michail                        | Αρχάγγελος Μιχαήλ                        | Archange Michel                               | Pedoulas       | XVe siècle            | 0,0283          | 34° 58′ 04″ nord, 32° 49′ 53″ est |      |           |           |
| Église Panagia Phorbiotissa / Panagia tis Asinous | Παναγία Φορβιώτισσα / Παναγία της Ασίνου | Notre-Dame Phorbiotissa / Notre-Dame d'Asinou | Nikitari       | XIIe siècle           | 0,1154          | 35° 02′ 47″ nord, 32° 58′ 21″ est |      |           |           |
| Église Panagia tis Podithou                       | Παναγία της Ποδίθου                      | Notre-Dame de Podithou                        | Galata         | XVIe siècle           | 0,0212          | 35° 00′ 13″ nord, 32° 53′ 46″ est |      |           |           |
| Église Panagia tou Arakos                         | Παναγία του Άρακος                       | Notre-Dame d'Arakos                           | Lagoudera      | XIIe siècle           | 0,4370          | 34° 57′ 56″ nord, 33° 00′ 22″ est |      |           |           |
| Église Panagia tou Moutoulla                      | Παναγία του Μουτουλά                     | Notre-Dame de Moutoullas                      | Moutoullas     | XIIIe et XIVe siècles | 0,0353          | 34° 58′ 57″ nord, 32° 49′ 27″ est |      |           |           |
| Église Timios Stavros                             | Τίμιος Σταυρός                           | Sainte-Croix                                  | Peléndri       | XIIIe et XVe siècles  | 0,0533          | 34° 53′ 35″ nord, 32° 57′ 59″ est |      |           |           |
| Église Timios Stavros tou Agiasmati               | Τίμιος Σταυρός του Αγιασμάτι             | Saintre-Croix d'Agiasmati                     | Platanistasa   | XVe siècle            | 0,0184          | 34° 58′ 45″ nord, 33° 02′ 49″ est |      |           |           |

## Historique

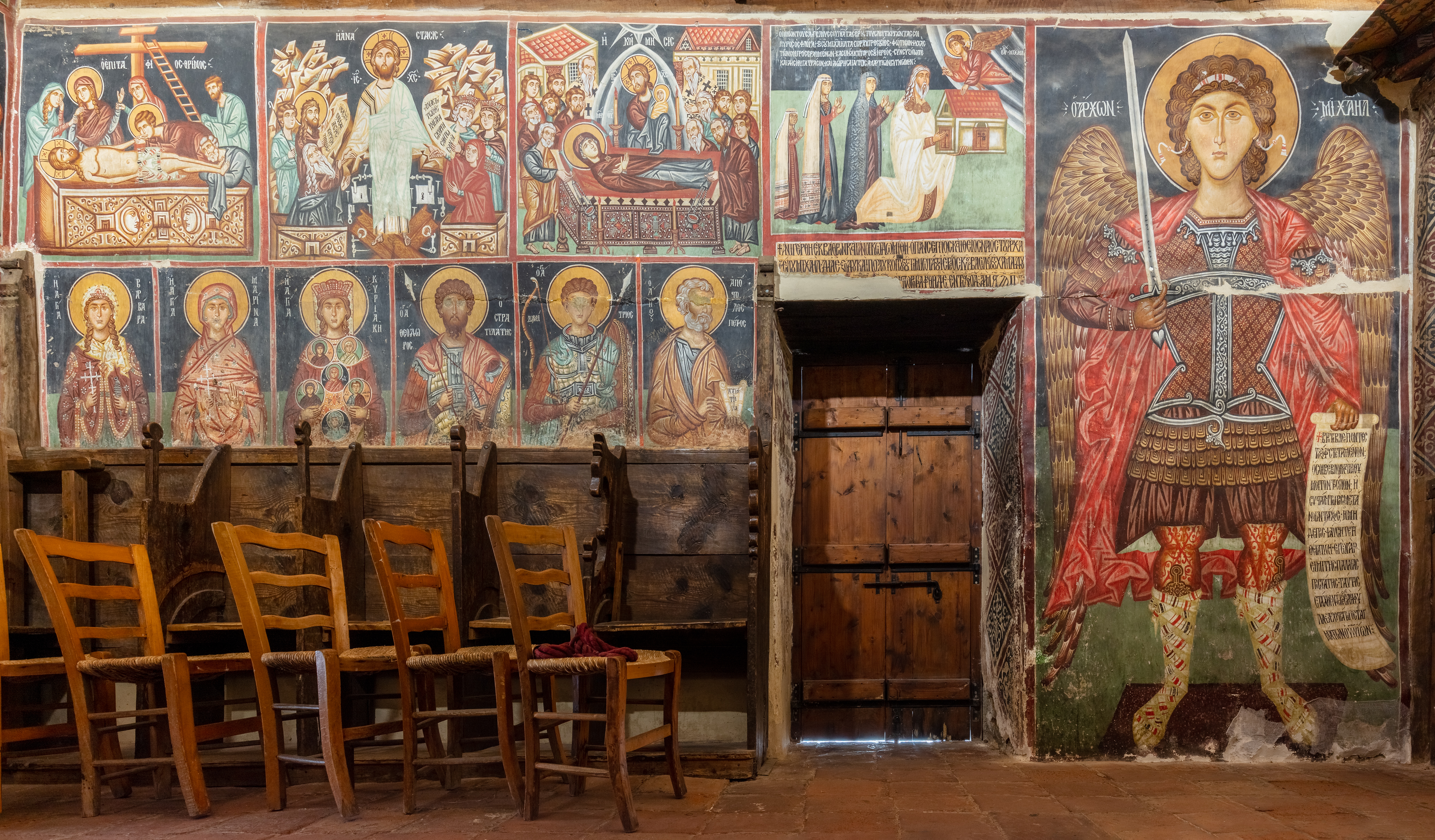
L'église de l'archange Michel à Pedoulas, une des églises peintes de la région de Tróodos. Au dessus de la porte se montre le donateur, qui présente à l'archange une maquette de l'église, derrière lui sa famille. À gauche, des scènes du nouveau testament et à droite, l'archange. Décembre 2021.

Neuf églises chypriotes sont inscrites au patrimoine mondial lors de la 9e session du comité de l'UNESCO en 1985.
En 2001, lors de la 25e session du comité, l'église Ayia Sotira est ajoutée aux sites protégés.
En 2006, Chypre retire une proposition d'inscription pour les églises Agios Sozomenos (Galata) et Agios Mamas (Louvaras).